# Camille Vallin
Camille Vallin, né le 22 novembre 1918 à Givors, mort le 9 août 2009 à Paris, (18e arrondissement), est un homme politique français, ancien député puis sénateur,  et maire de Givors.

## Biographie
Camille Vallin est le fils d'un ouvrier mouleur et d'une femme de ménage. Il obtient son brevet élémentaire d'enseignement primaire, et, ayant échoué au concours d'entrée à l'École normale d'instituteurs en 1935, il se fait embaucher comme contrôleur du centre de tri des PTT de Lyon-Gare.
Il adhère au Parti communiste en 1936 puis à la CGT en 1937. Il participe à la campagne de France au sein du 3e régiment d'infanterie alpine et reçoit la Croix de guerre en 1941. Entré dans la clandestinité en 1943, il est chargé de la propagande pour le Parti communiste et participe à la libération de Givors.
Conseiller municipal communiste et deuxième adjoint de Givors en avril 1945, il représente le canton de Givors au conseil général du Rhône à partir de septembre 1945. Déclinant un poste d'adjoint en octobre 1947 par opposition à l'union SFIO-RPF, il est porté à la tête de la commune en mai 1953, pour laquelle il mène un grand projet de rénovation urbaine, à l'image de la Cité des étoiles de Jean Renaudie, et une politique « d'aménagement routier, de protection contre les inondations et d'équipement hospitalier, scolaire et culturel », mais est confronté à la fermeture progressive des usines locales.
Lors des législatives de 1951, il est deuxième derrière Eugène Montagnier sur la liste communiste qui obtient plus de 20 % des voix, mais aucun élu du fait du jeu des apparentements. À celles de 1956, il conduit la liste communiste de la deuxième circonscription du Rhône devant Eugène Montagnier, et emporte un siège à l'Assemblée nationale, aux côtés du radical Lucien Degoutte, du paysan Jean Laborbe et du républicain populaire Jean Villard. Membre des commissions des Finances et de l'Intérieur, il travaille particulièrement sur les questions fiscales et budgétaires, tandis que session, il prend régulièrement la parole à l'Assemblée pour rapporter la position du PCF. Spécialiste des finances locales, il est actif lors du débat du projet de loi relatif aux ressources des collectivités locales du 19 mars 1958 durant lequel il revendique des moyens au profit des municipalités. 
Il entre en parallèle au comité central de son parti en mai 1956, et s'engage dans les associations d'élus locaux : membre de la commission nationale de l'Association des élus communistes, secrétaire général de la Fédération des élus républicains municipaux et cantonaux, membre de l'Association des maires de France au comité directeur de laquelle il siège à partir de 1965 et dont il devient vice-président en 1976, et 
rapporteur de la commission des finances jusqu'en 1993.
Candidat dans la huitième circonscription du Rhône en 1958, il perd son siège mais entre au Sénat le 26 avril 1959. Non réélu en 1968, il échoue à retrouver le Palais Bourbon aux législatives de 1968, 1973, 1978, 1981 et quitte le comité central du PCF en janvier 1976. Il est toutefois réélu pour neuf ans le 25 septembre 1977 sénateur du Rhône.
À partir de 1970, il s'engage dans la protection de l'environnement, particulièrement contre la pollution du Rhône, et participe à la création du Mouvement national de lutte pour l'environnement en 1981. 
Battu par le candidat RPR Jean-Claude Bahu aux cantonales de novembre 1985, il perd son mandat national en 1986, échoue à nouveau aux législatives de 1986 et 1988, et n'est pas élu au conseil régional de Rhône-Alpes en mars 1992. Il laisse alors en janvier 1993 sa place de maire de Givors à Martial Passi, tout en demeurant membre du conseil municipal jusqu'en 2001. Il préside à cette époque, entre 1996 et 1999, la Fédération nationale des Sociétés d'économie mixte (FNSEM), structure juridique dont il a été l'un des précurseurs dans sa commune.

## Mandats
- Conseil municipal de Givors
  - 1945-2001 : conseiller municipal
  - 1945-1947 : adjoint au maire
  - 1953-1993 : maire

- Conseil général du Rhône
  - 1945 à 1985 : Conseiller général (canton de Givors)

- Assemblée nationale
  - 1956 à 1958 : Député de la deuxième circonscription du Rhône

- Sénat
  - 1959-1968 : Sénateur du Rhône
  - 1977-1986 : Sénateur du Rhône

## Honneurs
- Croix de guerre 1939–1945 avec citation à l'ordre de la division
- Médaille de la Résistance française
- Chevalier de la Légion d'honneur (14 juillet 1994)

## Publications
- Lève-toi pauvre humanité !, Préface de Robert Hue, avant-propos de Martial Passi. Le Temps des cerises, septembre 2003  (ISBN 2-84109-403-0)
- Givors. Dictionnaire des rues et sites locaux, avec le concours de Jean Michel Duhart, archiviste de la Ville de Givors, Éditions Messidor, Paris 1992.  (ISBN 2-209-06654-9)
- Les Impôts Locaux, Messidor/Éditions Sociales, Paris 1989.  (ISBN 2-209-06202-0)